# Sinfonia em ré menor (Franck)

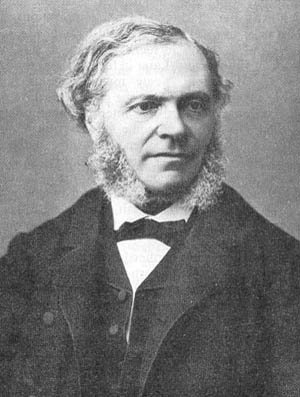
César Franck

Sinfonia em ré menor é a obra orquestral mais famosa de César Franck, compositor belga do século XIX, e única sinfonia de sua autoria.
A obra foi finalizada após dois anos de trabalho, em 22 de agosto de 1888, e teve sua estreia no Conservatório de Paris, em 17 de fevereiro do ano seguinte, sob a regência de Jules Garcin. Franck a dedicou a seu pupilo, Henri Duparc.

## Orquestração
A orquestração da sinfonia consiste de duas flautas, dois oboés, corno inglês, dois clarinetes, clarinete baixo, dois fagotes, quatro trompas, duas cornetas, dois trompetes, três trombones, tuba, tímpanos, harpa e cordas.

## História e controvérsia
A fama e a reputação de César Franck se apoia em grande parte num número pequeno de composições, a maior parte delas feitas no fim de sua vida. Destas, a sinfonia em ré menor foi uma das últimas, executada pela primeira vez apenas um ano antes de sua morte.
O fato de Franck ter decidido finalmente compor uma sinfonia é incomum, dada a raridade do formato na França do século XIX, que considerava as sinfonias resquícios da música alemã. É provável que a gênese da sinfonia em ré menor esteja no sucesso de suas influentes variações sinfônicas para piano e orquestra, compostas em 1885. Além disso, o sucesso de diversas obras de outros compositores franceses havia começado a recolocar a forma sinfônica de volta no gosto do público especializado francês. A Sinfonia para Órgão de Camille Saint-Saëns e a Sinfonia sobre um Canto Montanhês Francês, de Vincent d'Indy (embora esta seja uma obra para piano e orquestra), ambas as peças compostas em 1886 e que receberam aclamação popular, ajudaram a reviver a sinfonia como peça de concerto - algo que não ocorria deste a aparição da Symphonie Fantastique de Berlioz, em 1830. As duas obras, no entanto, procuravam criar uma distância, em termos de composição, da forma sinfônica e do som das expressões idiomáticas do romantismo alemão (exemplificadas por Brahms e Wagner) por meio de diversas inovações "francesas", como a integração do piano (ou, no caso de Saint-Saëns, o órgão) à orquestra, e do uso de um estilo temático cíclico.
Como as obras anteriores de Saint-Saëns e Berlioz, bem como suas próprias composições, Franck também usou uma estrutura cíclica na composição desta sinfonia; a sinfonia em ré menor, na realidade, permanece um dos mais notáveis exemplos de sinfonia cíclica da tradição romântica. Franck usou, no entanto, um som tipicamente "germânico", evitando tanto as novidades de orquestração (com uma exceção notávela apenas) e a inspiração temática nacionalista que Saint-Saëns e D'Indy tinham usado para diferenciar suas próprias obras sinfônicas. Como resultado, a sinfonia em ré de Franck pode ser vista como a união de duas formas nacionais bastante distintas: a forma cíclica francesa e a forma sinfônica romântica alemã, com claras influências wagnerianas e lisztianas.
Em parte devido a esta fusão inesperada, a peça foi mal recebida em sua primeira performance. Mais significantemente, no entanto, a recepção da sinfonia de Franck foi muito afetada pela politização do mundo da música francesa depois do racha na Société Nationale de Musique, fundada em 1871 por Saint-Saëns como uma reação ao sentimento antialemão despertado pela Guerra Franco-Prussiana. Este cisma de 1886 foi provocado pela decisão da Societé de aceitar música "estrangeira" (ou seja, principalmente alemã) e pela admiração pela música de Richard Wagner da parte de alguns dos seus membros mais jovens (principalmente o próprio Franck e d'Indy). Esta "traição inaceitável da música francesa" levou diversos dos membros mais conservadores da Societé, liderados por Saint-Saëns, a renunciarem; o próprio Franck acabou assumindo a presidência. O ambiente que resultou a partir disto foi envenenado pelas rivalidades; a controvérsia permeou o Conservatoire de Paris, e tornou muito difícil para Franck realizar a estreia de sua sinfonia. Com a sua partitura rejeitada pelo principal maestro da época, Charles Lamoureux, Franck recorreu à orquestra do conservatório; mesmo assim, os ensaios foram conturbados e a reação negativa.
Enquanto assistia um dos ensaios, sob a batuta de Jules Garcin, no qual os músicos estavam resistentes e pouco cooperativos, o diretor do Conservatoire, Ambroise Thomas, teria feito um comentário em reação ao segundo movimento, citado posteriormente por Vincent d'Indy em sua biografia de Franck: "indique uma única sinfonia de Haydn ou Beethoven que use o corno inglês!" A frase, no entanto, provavelmente é apócrifa, e foi usada por d'Indy - que era um aliado firme de Franck - para satirizar o conservador Thomas, já que Haydn usou - e de maneira muito célebre - o instrumento em sua Sinfonia n.º 22, "O Filósofo".
A política continuou a determinar a reação popular à primeira performance da sinfonia. Os críticos viram a obra como uma tentativa desastrada de escrita orquestral, que se afastou de maneira estridente demais do formato sinfônico clássico e das regras harmônicas de Haydn e Beethoven. Os contemporâneos, em sua maior parte aliados à facção conservadora da Société Nationale de Musique, não pouparam Franck; o célebre crítico musical camille Bellaigue, amigo pessoal e correspondente de Saint-Saëns, a desprezou como "música árida e insossa, sem ... graça ou charme", e depreciou a tema principal de quatro compassos sobre o qual a sinfonia se expande como "dificilmente acima do nível daqueles apresentados por estudantes do Conservatoire." A revista Le Ménestrel o chamou de "morosa.... [Franck] tinha muito pouco a dizer nela, porém o proclama com a convicção do pontífice definindo um dogma." Charles Gounod, também fazendo referência implícita à ideia de um estilo germânico dogmático, definiu-a como "incompetência levada à distâncias dogmáticas".
Este clima político ácido ajuda a explicar não apenas a ferocidade da reação nacionalista francesa, mas também a velocidade com que a sinfonia obteve popularidade em locais onde as divisões que norteavam a música francesa não estavam em questão. Assim, poucos anos depois de ter sido composta, a sinfonia já fazia parte regularmente de programas de concertos por toda a Europa e Estados Unidos; sua estreia neste país se deu em Boston, em 16 de janeiro de 1899, sob a regência de Wilhelm Gericke.